# Santiago Santamaría
Santiago Santamaría (San Nicolás de los Arroyos, 22 de agosto de 1952 - Córdova, 27 de julho de 2013) foi um ex-futebolista argentino que competiu na Copa do Mundo FIFA de 1982.